# Laurio Hedelvio Destéfani
Laurio Hedelvio Destéfani, (Junín (Buenos Aires), Argentina, 23 de octubre de 1924 - Buenos Aires, Argentina, 6 de enero de 2017) fue un historiador y oficial naval militar argentino. 

## Oficial naval militar
Ingresó a la Escuela Naval Militar (Argentina) el 27 de enero de 1943, egresando como guardiamarina en el año 1947. Alcanzó el grado de contraalmirante. En 1978, por misma resolución, pasó a situación de retiro voluntario y fue dado de alta como retirado en servicios militares hasta 1984.  
Se desempeñó como comandante del remolcador A.R.A. Mataco y jefe de operaciones del destructor A.R.A. San Luis. 
Es Licenciado en Historia egresado de la Facultad de Filosofía y Letras de la Universidad de Buenos Aires (1970).
Fue jefe del Departamento de Estudios Históricos Navales (DEHN), organismo de la Armada Argentina, entre 1970 y 1984;  al que fue destinado en 1961 por estar habilitado en servicios especiales en la capacitación “Historia”. Previamente, desde 1963, se desempeñó como jefe de la entonces División de Investigaciones e Informaciones Históricas del DEHN.
Desde entonces ha realizado una prolífica labor de producción y difusión de la historia marítima y naval en la forma de investigaciones, publicaciones y conferencias. Asimismo, se ocupó en proyectos de conservación, reconstrucción y reconocimiento histórico de lugares y monumentos íntimamente ligados al pasado argentino.    
Efectuó valiosas campañas científicas que contribuyeron al conocimiento de la Marina Real Española (hoy Armada Española), de los reinos de Indias pertenecientes a la corona española durante los siglos XV a XIX y de los países hispanoamericanos desde el siglo XIX. En 1962, fue agregado naval en España por un año y cumplió satisfactoriamente la misión de efectuar estudios sobre navegación marítima desde 1750 a 1840. Allí recopiló información sobre las Invasiones Inglesas a las colonias del Río de la Plata (1806-1807), las expediciones al litoral marítimo argentino, y los individuos americanos que sirvieron en la Real Armada y en la batalla de Trafalgar. Hacia 1972, y en el Archivo General de la Marina Álvaro de Bazán(Viso del Marques-Ciudad Real), realizó investigaciones sobre el uti possidetis en la zona del canal del Beagle. Además, en 1970, fue enviado a la Antártida para recorrer in situ los lugares de la epopeya del alférez de navío José María Sobral, de quien escribió su biografía.
Ante la Comisión de Monumentos, de Museos y Lugares Históricos, promovió la conservación y reconocimiento histórico de la isla Martín García, la población de Nombre de Jesús (Punta Dungeness), faro San Juan del Salvamento y Refugio Suecia (Isla Snow Hill), Osmond House (Islas Orcadas) y ruinas de Deseado, San José y Floridablanca (San Julián); todos ellos hitos de la soberanía argentina. Asimismo, de la corbeta Uruguay, hoy reconocida como monumento histórico nacional argentino y convertida en buque museo gracias a la gestión del Departamento de Estudios HIstóricos Navales.
Propició la creación de una sección de Arqueología Naval para la recuperación de los pecios históricos de la costa patagónica y la rehabilitación de las baterías históricas de la isla Martín García y la señalización de sus monumentos y lugares históricos. 
Entre 1971 y 1977, prestó asesoramiento en la Comisión Argentina de Límites sobre el canal de Beagle, aportando 60 informes elaborados junto al personal del Departamento de Estudios Históricos Navales.  
Desempeñó tareas docentes en la Escuela de Aplicación para Oficiales (1957) y en la Escuela de Guerra Naval (1981-1982). En 1964 integró la Comisión de Homenaje a la Campaña Naval de 1814. En 1965, fue secretario general de la Comisión de Repatriación de los restos del Comodoro Clodomiro Urtubey. Preparó proyectos de Ley de Patrimonio Nacional de Cultura y un proyecto de reglamentación de la Ley del libro.

## Historiador marítimo y naval
Su producción escrita es vasta, destacándose su interés en la historia de las islas Malvinas desde su descubrimiento al presente. Es autor de veinticinco libros y de 380 artículos de investigación sobre Historia Argentina y Mundial 
Preparó la edición de Famosos Veleros Argentinos (1968), Los Marinos en las Invasiones Inglesas, El Alférez Sobral y la soberanía Argentina en la Antártida, Belgrano y el Mar, Manual de Historia Marítima Argentina (1970), Un marino extraordinario Juan Pablo Sáenz Valiente, Las Malvinas en la época hispana, La Armada Argentina y su acción en la Patagonia, entre otros. 
Asimismo fue director de la Historia Marítima Argentina, obra integral y de profundidad, editada en diez tomos por el Departamento de Estudios Históricos Navales, cuyos temas abarcan el conocimiento del pasado naval argentino desde los primeros viajes de encuentro de su actual territorio hasta el desarrollo de la Armada Argentina durante el siglo XX.  
Ha escrito un centenar de artículos publicados en revistas y participó en diversos congresos, seminarios y conferencias.
Entre 1976 y 1978 fue secretario de la Academia Nacional de la Historia de la República Argentina.  

## Reconocimientos y condecoraciones
El contraalmirante Destéfani es doctor honoris causa por la Universidad Salesiana “San Juan Bosco”, miembro de número de la Academia Nacional de la Historia de la República Argentina (1971), Academia Nacional de Geografía (1982), Instituto Nacional Sanmartiniano, Instituto Nacional Browniano, Academia Argentina de la Historia, del Instituto Nacional Belgraniano, Comisión Cultural Americana y de diversas corporaciones extranjeras. Es miembro honorario del Instituto de Historia Militar Argentina en la Escuela Superior de Guerra (Argentina).
A raíz de sus artículos publicados y de su paso por el Servicio Histórico Español, en 1963, le fue otorgada la Cruz del Méríto Naval de Segunda Clase, con distintivo blanco, la medalla de plata Plus Ultra (1963) y la medalla conmemorativa de la batalla naval de Lepanto en su cuarto centenario (1971).   
Asimismo, por su contribución al conocimiento del pasado, recibió la Orden de Quinquela Martín (1978).
Fue presidente del Instituto Panamericano de Historia y Geografía (IPGH) por 10 años, organismo dependiente de la OEA, desde 1987 elegido por los representantes de todos los países de América para representarlos.

## Obras del autor
- Historia Marítima Argentina (10 Volúmenes). Dirigió la obra y escribió varios capítulos.
- Malvinas, Georgias y Sandwich del Sur ante el conflicto con Gran Bretaña (Traducido a 6 idiomas).
- Belgrano y el Mar.
- El Alférez Sobral y la Soberanía Argentina en la Antártida (2 Ediciones)
- Famosos veleros argentinos.
- Los marinos en las Invasiones Inglesas.
- Tadeo Haenke y el final de una vieja polémica - en coautoría con D. Cutter.
- Las Malvinas en la Época Hispánica.
- El Descubrimiento de las Islas Malvinas.
- Caza Marítima en nuestras costas.
- Manual de las Islas Malvinas.
- Las operaciones secundarias del General San Martín en el sur de Chile,
- Comodoro Clodomiro Urtubey.
- Manual de Historia Naval (3 Ediciones).
- Eustaquio Gianini. Un ingeniero portuario en la Revolución de Mayo.
- La gran expedición española a América de Alejandro Malaspina (junto con otros 9 especialistas).

Autor de veinticinco libros y de 380 artículos de investigación sobre Historia Argentina y Mundial.